# یهودیان کرد
یهودیان کُردستان (عبری: יהודי כורדיסטן‎، یهودیِ کردستان، آرامی: אנשא דידן، Nashi Didan; کردی: Kurdên cihû) جوامع یهودی کهن شرقی هستند که در منطقهٔ شناخته‌شده به‌عنوان کردستان در شمالِ میان‌رودان، شمال‌غربی ایران، شمال عراق و نیز شمال‌شرقی سوریه و جنوب‌شرقی ترکیه می‌زیند. لباس و فرهنگِ یهودیانِ کردستان، شبیه به همسایگانِ مسلمان و آشوری است. تا مهاجرت دسته‌جمعی یهودیان از کشورهای عربی و اسلامی به اسرائیل در دهه‌های چهل و پنجاهِ میلادی، یهودیان کردستان در جوامع قومی بسته و محدود شده زیست می‌کردند. یهودیان کردستان اعتقاد دارند قبر بنیامین فرزند یعقوب از پیغمبران یهودی در نزدیکی قصر شیرین کرمانشاه قرار دارد.

## یهودیانِ کُردستان در دورانِ باستان
بر اساسِ سنت، بنی اسرائیل از قبیله بنیامین برای نخستین بار پس از فتح آشوریه توسطِ پادشاهی شمالی اسرائیل در قرن هشتم پیش از میلاد واردِ منطقهٔ کردستان شدند و پس از آن به پایتخت آشور نقل مکان کردند.

## یهودیان کُرد تبار اسرائیل
کردهای اسرائیل مهاجران و فرزندان مهاجران یهودیان کرد تبار هستند که در حال حاضر در اسرائیل اقامت دارند. جمعیت آن‌ها حدود ۲۵۰٬۰۰۰ نفر می‌باشد. زبان محاوره میان کردهای یهودی ایرانی که به اسرائیل مهاجرت کردند اغلب کردی کرمانشاهی و کردی اردلانی و کردی جنوبی (کلهری، کرندی، گروسی، لکی و...) و کردی سورانی است. سایر کردها نیز در اسرائیل به کردی کرمانجی تکلم می‌کنند. 

## نگارخانه
- ربی موشه گبای
- خوشنویسی بهمراهِ عناصر تزئینی دیگر. شامل چهار نیایش‌سرایی در موردِ پوریم در میان یهودیان کرد. اواسط قرن ۱۹ میلادی، کردستان.
- شموئل حییم کرمانشاهی ، رهبر جامعه کلیمیان ایران
- خانه کاکه باروخ ، از بازرگانان یهودی کرمانشاهی دوره قاجار
- روزنامه حییم، ۱۹۱۹ میلادی
- سه زن یهودی در رواندوز، ۱۹۰۵ میلادی
- یک مرد کرد یهودی اهل عثمانی، اواخر قرن ۱۹ ام
- سوپ کوبه از غذاهای محبوب کردهای یهودی عراق
- وقف نامه کنیسه بوکان ۱۳۴۰ شمسی
- کردهای یهودی روستای سندور کردستان، ۱۹۳۴ میلادی
- یک مرد کرد یهودی عراق، ۱۹۳۰ میلادی
- کنیسه ارومیه، ۱۳۹۱ شمسی